# IC 4354
IC 4354 — компактная вытянутая галактика типа Sb в созвездии Дева. Поверхностная яркость — 13,1 mag/arcmin². Этот объект входит в число перечисленных в оригинальной редакции «Нового общего каталога».